# Liste deutscher Stadtgründungen/8. Jahrhundert
Die Liste deutscher Stadtgründungen im 8. Jahrhundert enthält Orte, die im 8. Jahrhundert gegründet oder erstmals urkundlich erwähnt wurden und später zu Städten wurden.
- Im 8. Jahrhundert entstand die Hammaburg
- 704 Arnstadt, Erwähnung in einer Schenkungsurkunde des Thüringer Herzogs Hedan II. an den angelsächsischen Bischof Willibrord von Utrecht
- 704 Würzburg, erste urkundliche Erwähnung
- 714 Michelstadt, erste urkundliche Erwähnung
- 716 Hammelburg urkundliche Erwähnung
- 721 Amöneburg, Gründung eines Klosters durch Bonifatius
- 723 Ohrdruf, erste urkundliche Erwähnung
- 736 Bad Hersfeld, erste urkundliche Erwähnung in der Vita Sturmi (Sturmius siedelt in Haerulfisfelt)
- 740 Eichstätt, erste urkundliche Erwähnung von „Eihstat“
- 741 Dettelbach, erste urkundliche Erwähnung als „Fiscus dominicus Thetilabah“
- 741 Iphofen, erste urkundliche Erwähnung als „villa Iphahofe“
- 741 Heilbronn, erstmals als „Helibrunna“ erwähnt
- 742 Erfurt, Missionserzbischof Bonifatius bittet Papst Zacharias um Bestätigung von „Erphesfurt“
- 743 Groß-Umstadt, erstmals als Autmundisstat (Schenkung an das Bistum Würzburg) erwähnt, 766 verschenkte König Pippin III. das gesamte Königsgut (villa) autmundisstat an die Reichsabtei Fulda, 1263 (civitas) und 1267 (oppidum) Erwähnung der Stadtrechte[1][2]
- 743 Fulda, erste urkundliche Erwähnung in der Vita Sturmi (Sturmius gründet das Benediktinerkloster)
- 748 Altötting
- 748 Ansbach
- 748 Kitzingen, erste urkundliche Erwähnung als „Kizinga monasterium“
- 752 Aschendorf, erste urkundliche Erwähnung als „Asikinthorpe“
- 753 Aschersleben, erste urkundliche Erwähnung
- 754 Hochheim am Main, während des Todeszugs von Bonifatius erstmals erwähnt
- 755 Weinheim, erste urkundliche Erwähnung im Lorscher Codex des Klosters Lorsch als „Winenheim“
- 756 Hayingen, in einer Urkunde des Lorscher Codex als Hayinger Mark erstmals erwähnt
- 765 Aachen, erste urkundliche Erwähnung als „Aquis villa“
- 765 Bensheim, erste urkundliche Erwähnung im Lorscher Codex des Klosters Lorsch als „Basinusheim“
- 766 Gau-Algesheim, in einer Urkunde des Lorscher Codex erstmals als Alagastesheim erwähnt
- 766  Leutkirch im Allgäu, erste urkundliche Erwähnung
- 766 Mannheim, in einer Urkunde des Lorscher Codex erstmals als Mannenheim erwähnt
- 766 Schwetzingen, in einer Urkunde des Lorscher Codex erstmals erwähnt
- 768 Östringen, in einer Urkunde des Lorscher Codex erstmals erwähnt
- 769 Weilheim an der Teck, in einer Urkunde des Lorscher Codex erstmals erwähnt
- 770 Überlingen, erste urkundliche Erwähnung als Iburinga
- 771 Neckarsulm, erste urkundliche Erwähnung als „villa Sulmana“
- 771  Rottweil, erste urkundliche Erwähnung als „Rotuvilla“
- 772 Burladingen, erste urkundliche Erwähnung
- 772 Bad Tennstedt, erste urkundliche Erwähnung
- 773 Buchen (Odenwald), erste urkundliche Erwähnung als Buchheim
- 774 Mössingen, erste urkundliche Erwähnung
- 775 Bad Salzungen, erste urkundliche Erwähnung
- 775 Gotha, erste urkundliche Erwähnung
- 775 Kindelbrück, erste urkundliche Erwähnung
- 775 Münsingen (Württemberg), in einer Urkunde des Lorscher Codex erstmals erwähnt
- 776 Rudolstadt, erste urkundliche Erwähnung
- 777 Allstedt
- 777 Esslingen am Neckar
- 777 Paderborn, erste urkundliche Erwähnung / Sitz eines Reichstags unter Karl dem Großen
- 777 Staufen im Breisgau, in einer Urkunde des Lorscher Codex erstmals erwähnt
- 779 Bocholt
- 779 Markgröningen, erste urkundliche Erwähnung als Gruoninga in einer Schenkungsurkunde für das Kloster Fulda
- 780 Osnabrück
- 780 Kornwestheim, erste urkundliche Erwähnung
- 780 Bad Laasphe, erste urkundliche Erwähnung
- 780 Buttstädt, erste urkundliche Erwähnung
- 782 Bremen
- 782 Allendorf, erste urkundliche Erwähnung
- 783 Aßlar
- 784 Petershagen, erste urkundliche Erwähnung als Huculvi
- 786 Artern/Unstrut, erste urkundliche Erwähnung
- 786 Habsthal, Erwähnung als Habuchotal
- 786 Gebesee, erste urkundliche Erwähnung
- 786 Hechingen, erste urkundliche Erwähnung in einer Urkunde des Klosters St. Gallen als Hahhingum
- 786 Kölleda, erste urkundliche Erwähnung
- 786 Nagold, erste urkundliche Erwähnung
- 786 Treysa, erste urkundliche Erwähnung
- 786 Wiehe, erste urkundliche Erwähnung
- 788 Ettlingen, erste urkundliche Erwähnung als Ediningom
- 789 Herford, Gründung des Frauenstifts Herford
- 790 Diez,  790 in einer Urkunde Karls des Großen erstmals erwähnt
- 790 Höchst am Main, in einer Urkunde des Lorscher Codex als Hostat erstmals erwähnt
- 791 Oberursel (Taunus), erste Erwähnung als „Ursella“ in einer Schenkungsurkunde an das Kloster Lorsch
- 791 Schweinfurt, erste noch vorhandene urkundliche Erwähnung
- 793 Ebingen, erste Erwähnung in einer Schenkungsurkunde an das Kloster St. Gallen
- 793 Münster, Gründung in Form eines Klosters durch Liudger
- 794 Frankfurt am Main, erste urkundliche Erwähnung anlässlich der von Karl dem Großen einberufenen Synode von Frankfurt
- 795 Kaltennordheim, erste urkundliche Erwähnung
- 796 Themar, erste urkundliche Erwähnung
- 797 Trossingen, erste urkundliche Erwähnung
- 798 Minden, erste urkundliche Erwähnung als „Minda“
- Ende des 8. Jh. Allendorf (Lumda)
- 800 Römhild, erste urkundliche Erwähnung
- um 800 Eisleben, erste Erwähnung, urkundlich aber erst 994 durch Verleih des Markt-, Münz- und Zollrechtes
- um 800 Bad Staffelstein, erste urkundliche Erwähnung
- um 800 Weismain, erste urkundliche Erwähnung
- um 800 Verden (Aller), erste urkundliche Erwähnung